# ویترینگ‌بروخ
ویترینگ‌بروخ (به هلندی: Weteringbrug) یک منطقهٔ مسکونی در هلند است که در هارلمرمیر واقع شده‌است. ویترینگ‌بروخ ۳۷۹ نفر جمعیت دارد.